# 金原亭馬生 (4代目)
四代目 金原亭 馬生（きんげんてい ばしょう、文政6年（1823年）9月 - 明治22年（1889年）5月3日）は落語家。本名∶平沼 左七。

## 経歴
三代目金原亭馬生の門で馬力といい改めて林々舎馬勇となる。
三代目馬生没後四代目馬生を襲名した。三代目未亡人は金原亭馬きんに名乗らせるつもりだったが、馬きん自身が地方廻りが多く、立て込んでいるうちに未亡人の反対を押し切って馬勇が四代目を襲名した。馬生は大成せず真価を発揮できずに終わった。
この馬生は落語家よりも「策師」として注目され「落語睦連」の頭取だった三遊亭圓朝、初代春錦亭柳桜、五代目桂文治が大活躍していて表だって動こうとせず馬生が税務や事務を一切引き受け五里のようなことに徹した。
浪花節の美弘舎東一が寄席に進出を狙ったが寄席取締規制に浪花節が認められていなかったので、馬生の一計により当局へ願いを提出し許可がおり、浪花節が高座への道が開かれた。これに伴い馬生の立場が悪くなり落語の社会から追い出され高座に上がれなくなり経済的に困窮した。見かねた東一が初代談洲楼燕枝に復帰を掛け合ったが承諾は得られず、復帰することなく困窮の中で没した。その間に馬生の名跡を返上している。葬送葬儀は浪花節連中が行なう予定だったがそこまでするのは可愛そうだという事で三代目春風亭柳枝が中心となって行った。
墓所ははなし塚のある浅草寿町（現台東区寿）にある長瀧山本法寺、墓石には林々舎馬勇の名で刻まれていた（現存はしない）。

## 弟子
- 五代目金原亭馬生
- 如龍亭馬若